# Colonia los Pinos, Hidalgo
Colonia los Pinos är en ort i Mexiko.   Den ligger i kommunen Zacualtipán de Ángeles och delstaten Hidalgo, i den sydöstra delen av landet, 150 km norr om huvudstaden Mexico City. Colonia los Pinos ligger 2 036 meter över havet och antalet invånare är 200.
Terrängen runt Colonia los Pinos är kuperad åt sydost, men åt nordväst är den bergig. Runt Colonia los Pinos är det ganska glesbefolkat, med 22 invånare per kvadratkilometer. Närmaste större samhälle är Zacualtipán, 1,8 km sydost om Colonia los Pinos. I omgivningarna runt Colonia los Pinos växer i huvudsak blandskog.